# Sorento (Illinois)
Sorento – wioska w USA, w stanie Illinois, w hrabstwie Bond. Według spisu z 2000 roku wioskę zamieszkuje 601 osób.

## Geografia
Wioska zajmuje powierzchnię 1,4 km², całość stanowi ląd.

## Demografia
Według spisu z 2000 roku wioskę zamieszkuje 601 osób skupionych w 238 gospodarstwach domowych, tworzących 167 rodzin. Gęstość zaludnienia wynosi 429,7 osoby/km². W wiosce znajdują się 255 budynki mieszkalne, a ich gęstość występowania wynosi 182,3 mieszkania/km². Wioskę zamieszkuje 98,17% ludności białej, 0,67% ludności stanowią rdzenni Amerykanie, 0,33% stanowi ludność więcej niż dwóch ras. Hiszpanie lub Latynosi stanowią 1% populacji.
W wiosce są 238 gospodarstwa domowe, w których 38,2% stanowią dzieci poniżej 18 roku życia żyjących z rodzicami, 53,4% stanowią małżeństwa, 10,5% stanowią kobiety nie posiadające męża oraz 29,8% stanowią osoby samotne. 26,5% wszystkich gospodarstw domowych składa się z jednej osoby oraz 13% żyjących samotnie ma powyżej 65 roku życia. Średnia wielkość gospodarstwa domowego wynosi 2,53 osoby, natomiast rodziny 3,03 osoby. 
Przedział wiekowy kształtuje się następująco: 28,3% stanowią osoby poniżej 18 roku życia, 10,1% stanowią osoby pomiędzy 18 a 24 rokiem życia, 28,8% stanowią osoby pomiędzy 25 a 44 rokiem życia, 19,8% stanowią osoby pomiędzy 45 a 64 rokiem życia oraz 13% stanowią osoby powyżej 65 roku życia.   Średni wiek wynosi 35 lat. Na każde 100 kobiet przypada 89,6 mężczyzn. Na każde 100 kobiet powyżej 18 roku życia przypada 92,4 mężczyzn.
Średni dochód dla gospodarstwa domowego wynosi 31 250 dolarów, a dla rodziny wynosi 32 125 dolarów. Dochody mężczyzn wynoszą średnio 28 889 dolarów, a kobiet 15 625 dolarów. Średni dochód na osobę w mieście wynosi 13 167 dolarów. Około 11,4% rodzin i 14,2% populacji miasta żyje poniżej minimum socjalnego, z czego 19,4% jest poniżej 18 roku życia i 6,1% powyżej 65 roku życia.